# Polyptyque de Saint-Pierre

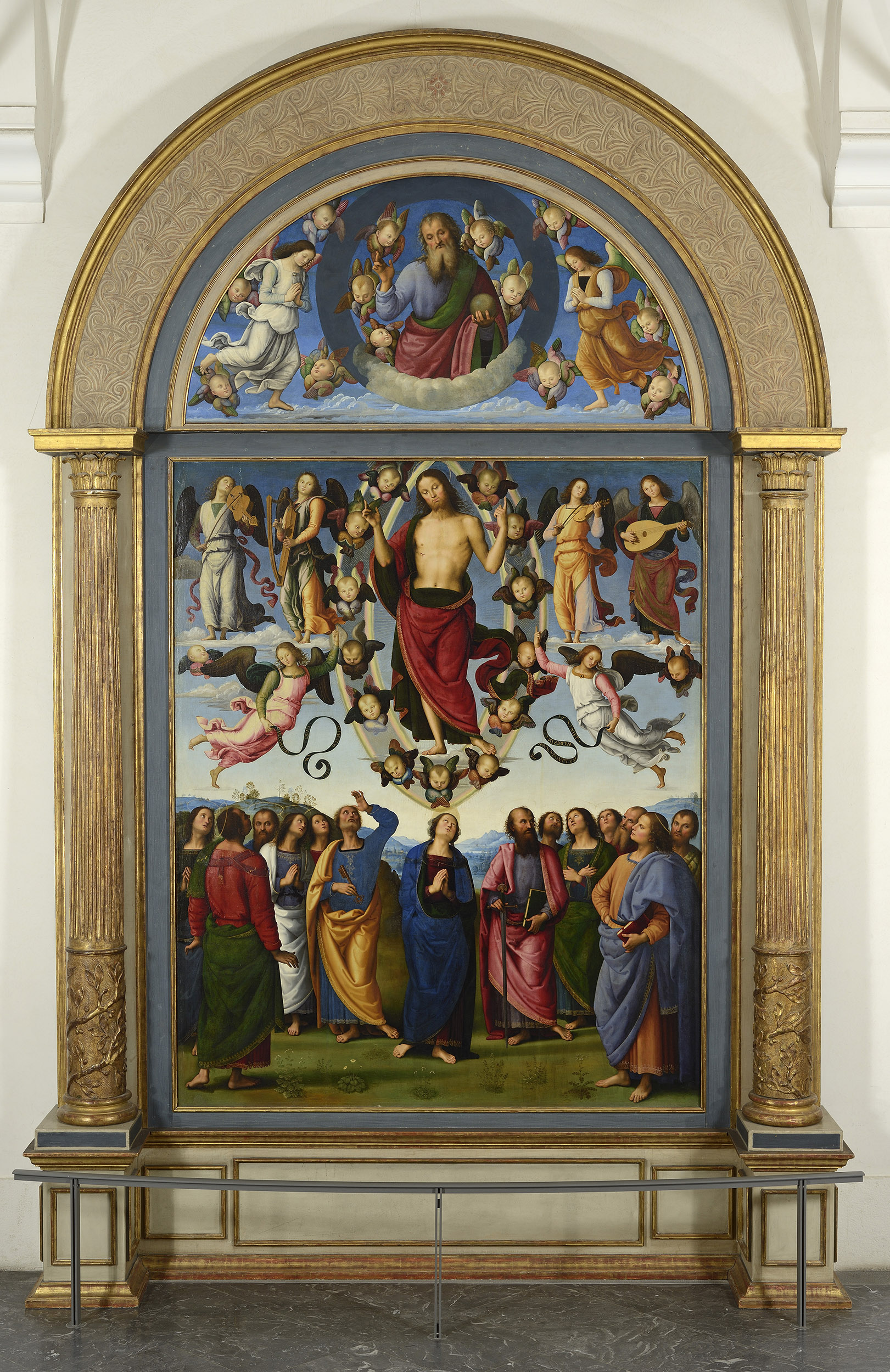
Panneau central et sa cimaise au musée des Beaux-Arts de Lyon.

Le Polyptyque de Saint-Pierre est un ensemble de peintures religieuses, du Pérugin, datant de 1496 - 1500 environ. Du polyptyque dispersé, seule la lunette avec le panneau central de L'Ascension du Christ en présence de la Vierge et des apôtres sont rassemblés au musée des Beaux-Arts de Lyon, tandis que le reste des quinze éléments est éparpillé dans divers musées européens.

## Histoire
Le polyptyque de Saint-Pierre était destinée initialement à la basilique Saint-Pierre de Pérouse.
Le contrat a été signé entre Le Pérugin et l'abbé Lattanzio di Giuliano da Firenze le 8 mars 1495 pour la somme 500 ducats d'or et un délai d'exécution de deux ans et demi maximum. L'iconographie et les matériaux à utiliser sont précisément décrits et l'ensemble, comprenant à l'origine quinze éléments, fut réalisé entre janvier 1496 et la fin de 1499, avec une inauguration le 13 janvier 1500.
En 1591, à la suite de la restructuration du chœur de la basilique, la corniche de soutien étant enlevée, les divers panneaux furent séparés et répartis dans diverses pièces de l'église et de la sacristie.
En 1797, l'œuvre fut réquisitionnée par les Français à la suite du traité de Tolentino, et la cimaise et le panneau central finirent au musée des Beaux-Arts de Lyon.

## Thème principal
Ascension du Christ surmonté de Dieu le Père bénissant parmi les anges réunissant ainsi les protagonistes nécessaires à la scène de la montée du Christ aux cieux.

## Description
La cimaise était séparée du panneau principal par une corniche identique à celle du retable de Vallombrosa.
Sur les côtés deux colonnes soutenaient le couronnement à arc de la corniche sur les bases de laquelle, en forme de parallélépipède, se trouvaient trois panneaux représentant des saints. Ces petits panneaux étaient disposées sur un même arrière-plan (« sfondo »), une sorte de parapet en marbre sur fond bleu.
Les deux saints protecteurs de la ville de Pérouse, Herculanus et Constantius, étaient représentés sur les côtés des trois tablettes de la prédelle avec les Scènes de Vie du Christ.

## Composition
Panneaux principaux et tondi
- L'Ascension du Christ en présence de la Vierge et des apôtres, 280 × 216 cm, Musée des Beaux-Arts de Lyon
- Dieu le Père bénissant parmi les anges, cimaise, 114 × 230 cm, musée des Beaux-Arts, Lyon.
- Tondo du prophète David ou Jérémie, diamètre 127 cm, Musée d'Arts de Nantes.
- Tondo du prophète Isaïe, diamètre 127 cm, musée des Beaux-Arts, Nantes.

Panneaux de la prédelle
- L'Adoration des mages, 32 × 59 cm, Musée des Beaux-Arts de Rouen.
- Le Baptême du Christ, 32 × 59 cm, musée des Beaux-Arts, Rouen.
- La Résurrection du Christ, 32 × 59 cm, musée des Beaux-Arts, Rouen.
- Saint Herculanus, 32 × 38 cm, Galerie nationale de l'Ombrie, Pérouse.
- Saint Constantius , 32 × 38 cm, Galerie nationale de l'Ombrie, Pérouse.

Sur la base des colonnes
- Saint Maurus, 32 × 38 cm, Galerie nationale de l'Ombrie, Pérouse,
- San Pietro Vincioli, 33 × 38 cm, Galerie nationale de l'Ombrie, Pérouse,
- Sainte Scolastique, 33 × 38 cm, Galerie nationale de l'Ombrie, Pérouse,
- Saint Benoît, 33,5 × 26 cm, pinacothèque Vaticane, Rome,
- Sainte Flavie, 35 × 26 cm, pinacothèque Vaticane, Rome,
- Saint Placide, 33,5 × 30 cm, pinacothèque Vaticane, Rome,

|  |  |  |  |  |  |  |
|  |  |  |  |  |  |  |
|  |  |  |  |  |  |  |

## Analyse
Le polyptyque réalisé immédiatement avant les fresques de la Sala delle Udienze del Collegio del Cambio est le témoignage de la maturité atteinte dans la plénitude des formes par Le Pérugin dont la rondeur du modelé annonce déjà par certains aspects l'art de Raphaël.

## Sources
- (it) Cet article est partiellement ou en totalité issu de l’article de Wikipédia en italien intitulé « Polittico di San Pietro » (voir la liste des auteurs).